# Volo Air Niugini 73
Il volo Air Niugini 73 era un volo di linea da Pohnpei, Stati Federati di Micronesia (FSM) a Port Moresby, Papua Nuova Guinea, con scalo a Chuuk, FSM. Il 28 settembre 2018, il volo, operato da un Boeing 737-800, durante il tentativo di atterraggio all'aeroporto internazionale di Chuuk non riuscì ad arrivare alla pista e impattò con l'acqua nella laguna di Chuuk, a un centinaio di metri prima dell'aeroporto. Gli abitanti del luogo, con delle piccole imbarcazioni, salvarono la maggior parte dei passeggeri e tutti i membri dell'equipaggio. Inizialmente un passeggero fu dichiarato disperso e fu trovato in seguito morto dai soccorritori.
Quarantasei persone sopravvissero, delle quali sei rimasero ferite.

## Aereo ed equipaggio

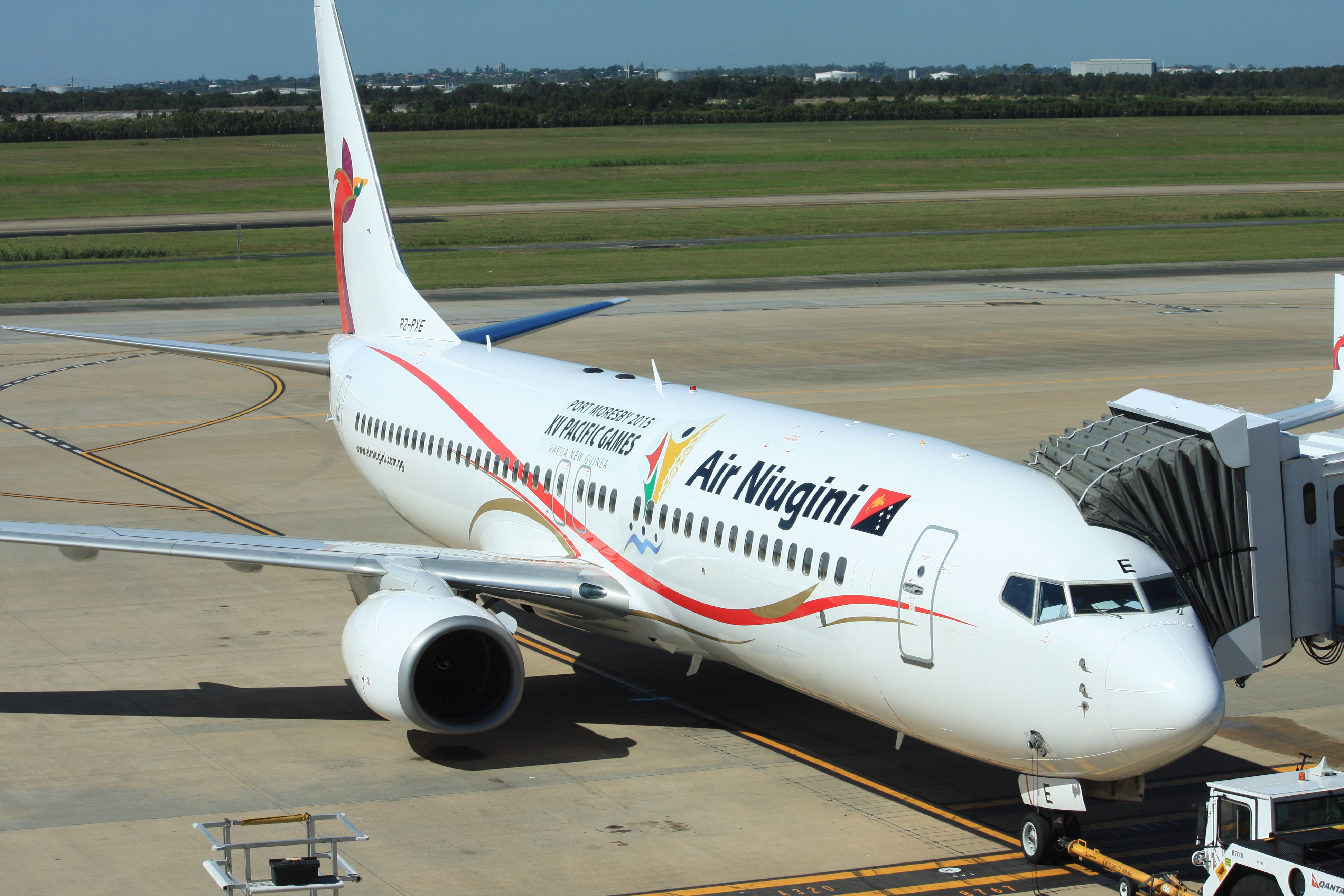
P2-PXE, l'aereo coinvolto nell'incidente, nel 2014.

L'aereo era un Boeing 737-8BK avente numero di registrazione P2-PXE. Aveva volato per la prima volta il 1 aprile 2005. Al momento dell'incidente il velivolo aveva accumulato 37 160 ore e 36 minuti di volo in 14 788 cicli di decollo-atterraggio.
L'aeromobile era stato originariamente registrato VT-AXC per Air India Express e consegnato il 19 aprile 2005. Il 6 luglio 2005 era stato danneggiato in un'uscita di pista durante l'atterraggio all'aeroporto Internazionale di Kochi, in India. Il 29 luglio 2010 era stato venduto a Jet Airways e registrato VT-JBT. Era poi passato a CIT Leasing il 24 luglio 2013 e registrato M-ABGK prima di essere venduto a Loftleidir Icelandic, che lo aveva noleggiato ad Air Niugini il 13 settembre 2013. L'aeromobile era stato registrato P2-PXE. Il 12 maggio 2018 era stato colpito da un Lockheed L-100 Hercules di Lynden Air Cargo mentre era parcheggiato all'aeroporto di Port Moresby, subendo danni alla sua ala destra.
Il comandante era un 52enne della Papua Nuova Guinea che aveva 19 780 ore di volo, incluse 2 276 ore sul Boeing 737. Il primo ufficiale era un australiano di 35 anni che aveva 4 618 ore di volo, di cui 368 sul Boeing 737. Nel cockpit era seduto anche un ingegnere della Loftleider che stava filmando l'atterraggio a scopo ricreativo usando il suo cellulare. Il telefono è sopravvissuto all'incidente e il video è stato utilizzato per le successive indagini.

## L'incidente
L'aereo stava effettuando un volo passeggeri di linea dall'aeroporto di Pohnpei, FSM, all'aeroporto di Port Moresby, Papua Nuova Guinea, con scalo all'aeroporto internazionale di Chuuk, FSM. Alle 10:10 ora locale (00:10 UTC), il velivolo impattò con l'acqua nella laguna di Chuuk, 135 metri prima della pista dell'aeroporto internazionale di Chuuk. I rapporti iniziali affermarono che tutti e dodici i membri dell'equipaggio e i 35 passeggeri furono soccorsi da imbarcazioni locali e personale della Marina degli Stati Uniti che si trovava nei paraggi al momento dello schianto. Tuttavia, il corpo di un passeggero fu in seguito trovato dai soccorritori sul luogo dell'incidente. Air Niugini dichiarò che il passeggero deceduto era stato visto da altri passeggeri, evacuando l'aereo. Nove persone furono portate in ospedale. La relazione preliminare sull'incidente afferma che il corpo del passeggero deceduto fu recuperato dall'aeromobile. Sei persone rimasero gravemente ferite. Fu riferito che al momento dell'incidente temporali erano segnalati nelle vicinanze dell'aeroporto. Successivamente il velivolo affondò a 30 metri di profondità.

## Le indagini
La Commissione investigativa sugli incidenti in Papua Nuova Guinea e il Dipartimento dei trasporti, delle comunicazioni e delle infrastrutture negli Stati federati di Micronesia avviarono un'indagine. Una relazione preliminare fu pubblicata il 26 ottobre 2018.
Il 18 luglio 2019, la Commissione investigativa sugli incidenti in Papua Nuova Guinea pubblicò il suo rapporto finale: l'equipaggio non si era comportato seguendo le procedure operative standard di Air Niugini, né aveva seguito le liste di controllo di avvicinamento e di atterraggio, e non si era preparato adeguatamente per tale fase di volo. La rotta era divenuta instabile dopo la disconnessione dell'autopilota. L'indicatore del percorso di avvicinamento di precisione mostrava tre luci bianche (aereo leggermente troppo in alto). Il pilota, cercando di rimediare, aveva portato la velocità di discesa a superare significativamente i 1.000 piedi al minuto e il sentiero di discesa si era discostato da mezzo punto in basso a due punti in alto nove secondi dopo aver superato l'altitudine minima di discesa. L'equipaggio aveva sentito, ma ignorato, tredici allarmi acustici del sistema di allarme di prossimità del suolo (EGPWS) e aveva volato con un'inclinazione media di 4,5° verso il basso. L'EGPWS aveva emesso un avviso di PULL UP sul display di volo primario, ma i piloti avevano ormai perso la consapevolezza situazionale. L'avvicinamento non era stabilizzato, ma il comandante non eseguì la procedura di mancato avvicinamento e il copilota era ignaro della situazione pericolosa in rapido sviluppo. Un avviso acustico continuo WHOOP WHOOP PULL UP avrebbe potuto essere efficace nel mettere in guardia l'equipaggio del pericolo imminente.
Il rapporto finale afferma che la confusione ha portato a una cattiva evacuazione dell'aereo. Secondo i membri dell'equipaggio di cabina, la parola "evacuare" non era stata compresa da alcuni passeggeri. Diversi di loro portarono con sé il proprio bagaglio a mano contro le istruzioni. Tuttavia, alcuni membri dell'equipaggio di cabina agirono con notevole coraggio, recuperando i passeggeri che giacevano sott'acqua nel corridoio o ancora legati ai loro sedili. Il rapporto ha concluso che l'Autorità per la sicurezza dell'aviazione civile della Papua Nuova Guinea "non ha rispettato l'elevato standard di valutazione basata su prove di efficacia richiesto per garantire la sicurezza, con conseguenti numerose carenze ed errori".